# Demokratska partija socijalista Crne Gore
Demokratska partija socijalista Crne Gore (crnogorska ćirilica: Демократска партија социјалиста Црне Горе, DPS) je najveća oporbena politička stranka u Crnoj Gori. Nastala je sredinom 1991. godine, transformacijom bivšeg Saveza komunista Crne Gore. Kroz svoju povijest prošao je kroz nekoliko razvojnih faza. Prvi predsjednik DPS-a bio je Momir Bulatović, a trenutni predsjednik stranke je Danijel Živković, koji ovu funkciju obavlja od 2023. godine.
Partija je bila na vlasti od 1991. do 2020. godine.